# Мадкур, Мохамед
Мохамед Мадкур (араб. محمد مدكور‎, англ. Mohamed Madkour, род. Египет) — египетский шоссейный и трековый велогонщик.

## Карьера
В 1924 году в составе сборной Египта принял участия на Летних Олимпийских играх в Париже. Выступил в двух дисциплинах по велоспорту.
Сначала 23 июля стартовал в индивидуальной гонке на шоссе. По её итогам занял 46 место, уступив победителю французу Арману Бланшонне 1 час 15 минут.
Через четыре дня, 27 июля, принял участие в трековой гонке на 50 километров, по итогам которой был классифицирован на 8—36 местах.